# Station Rawa Mazowiecka
Station Rawa Mazowiecka was een spoorwegstation in de Poolse plaats Rawa Mazowiecka.
In 2001 werd het treinverkeer door de PKP beëindigd. In 2002 werd de lijn alweer geopend, ditmaal voor toeristisch verkeer.
Vanwege de slechte toestand van een deel van de lijn kan sinds 2016 niet meer tot Biała Rawska worden gereden. Vanaf 2018 wordt alleen nog maar tussen de stations Rogów en Jeżów gereden.